# Mississippi Public Broadcasting
Mississippi Public Broadcasting ist der öffentliche Rundfunkveranstalter des US-Bundesstaates Mississippi. Er betreibt TV- und Radiostationen und ist Mitglied im PBS- und NPR-Netzwerk.

## Geschichte
Mississippi war einer der letzten US-Bundesstaaten, die eine Public-Broadcasting-Gesellschaft gründeten. Erst Ende der 1960er Jahre beschloss die Regierung des Staates, ein eigenes Bildungsfernsehen einzuführen. Nach einem Jahr Planung ging 1970 WMAA-TV (heute WMPN-TV) der neu geschaffenen Mississippi Authority for Educational Television auf Sendung.
Nur vier Monate nach Sendestart wurde WMAA überraschenderweise bundesweit bekannt, als es die Sesamstraße aus dem Programm nahm, weil sie einen gemischt-rassige Besetzung zeigte („racially integrated cast“). Nach bundesweiter Empörung, wurde das Kinderprogramm nach 22 Tagen Unterbrechung wieder ausgestrahlt. Erst ab 1983 wurde mit der ersten Station des Public Radio in Mississippi die Hörfunkschiene von MPB aufgebaut.

## Programm
Zu den Eigenproduktionen gehört zum Beispiel das preisgekrönte Programm Mississippi Moments. Die wöchentlichen Sendung ist eine Kooperation des „Center for Oral History and Cultural Heritage“, dem „Mississippi Humanities Council“ und MPB. Seit Februar 2005 wurden über 4.000 Interviews mit Menschen in Mississippi geführt. Thematisch reichen die Themen von Aktivisten des Civil Right Movements, über Veteranen, bis hin zu UFOs etc.

## MPB Radio
MPB Radio gehören acht Stationen, die den größten Teil des Staates abdecken. Neben NPR Programmen werden andere Public Radio Programme übernommen, angereichert um eine Reihe eigener Produktionen.
Einen 24-Stunden Klassikradio Dienst sendet MPB auf dem zweiten HD Kanal. Hier wird die Marke „Music Radio“ verwendet, während das reguläre MPB Radio „Think Radio“ heißt.
| Rufzeichen | Frequenz (MHz) | Leistung (kW) | FCC-Lizenzklasse | Standort                       | Sendebereich |
| ---------- | -------------- | ------------- | ---------------- | ------------------------------ | ------------ |
| WMAB       | 89,9           | 64,3          | C1               | Mississippi State (Starkville) |              |
| WMAE       | 89,5           | 85            | C1               | Booneville                     |              |
| WMAH       | 90,3           | 100           | C                | Biloxi                         |              |
| WMAO       | 90,9           | 100           | C1               | Greenwood                      |              |
| WMAU       | 88,9           | 100           | C1               | Bude                           |              |
| WMAV       | 90,3           | 100           | C                | Oxford                         |              |
| WMAW       | 88,1           | 100           | C                | Meridian                       |              |
| WMPN       | 91,3           | 45            | C                | Jackson                        |              |